# Stråkstämma
Stråkstämma är samlingsnamn för en orgelstämma som är öppen cylindrisk, trånga viddmensurer och hög tennhalt i metallegeringen. Salicionalen är en stråkstämma som fanns redan under 1500-talet och fugaran fanns i centraleuropa i slutet av 1600-talet. Stråkstämmor byggs vanligtvis i 8´och 4´, men även 16´ och 2´ förekommer. En del av stråkstämmorna tillhör även principalstämmorna.
Exempel på stråkstämmor är violinprincipal, fugara, salicional, eolin och spetsgamba.